# Antracnose

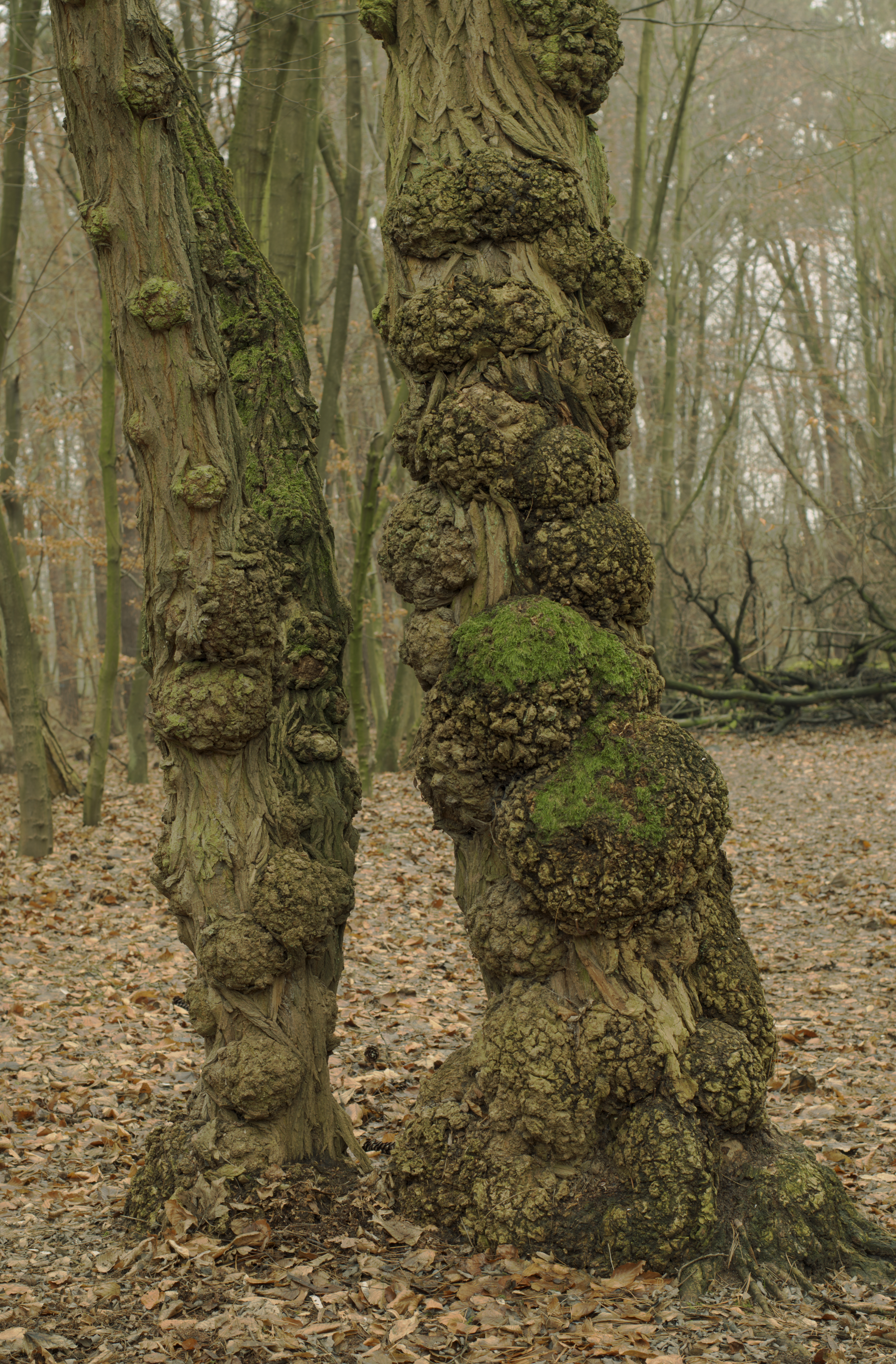
Antracnose nos troncos de carvalhos.

Antracnose é um sintoma fitopatológico resultante da infecção das plantas por vários agentes etiológicos, entre os quais várias espécies de fungos, em geral pertencentes aos géneros Colletotrichum e Gloeosporium, vírus e bactérias, incluindo micoplasmas. Caracteriza-se pelo aparecimento de pontos encovados de várias cores nas folhas, necrose nas nervuras, caules, frutos ou flores, muitas vezes resultando em murchidão e morte dos tecidos. A afecção é mais frequente nas regiões de clima quente e húmido, sendo responsável por importantes perdas económicas em diversas culturas.
Os sintomas de antracnose evoluem em plantas lenhosas para os denominados cancros, quando a doença afeta de modo localizado os tecidos da casca na região basal dos troncos, formando lesões cujo aspecto sintomatológico, embora variável com a idade das plantas, culmina com o aparecimento do cancro propriamente dito. Num estágio intermediário de desenvolvimento, ocorre o entumecimento da casca, associado ao fendilhamento e escurecimento dos tecidos afetados. Nos estágios avançados da doença, o principal sintoma observado é o cancro, caracterizado por uma área de lenho exposta, circundada por tecidos protuberantes formados pela casca.
1. ↑  «Antracnose (Colletotrichum truncatum) | Agro Bayer». www.agro.bayer.com.br. Consultado em 26 de março de 2025
2. ↑  «Antracnose - Portal Embrapa». www.embrapa.br. Consultado em 26 de março de 2025